# KAA Gent (atletiekclub)
Koninklijke Atletiek Associatie Gent, afgekort KAA Gent of KAAG, is een Belgische atletiekclub gevestigd in Gent. Met stamnummer 1 is het de oudste atletiekclub van België, ontstaan uit dezelfde sportieve associatie als voetbalclub KAA Gent.
KAA Gent is de Belgische recordhouder 4 × 400 m voor clubs bij de vrouwen met 3 min 43,15 s (gelopen door Ruth Willems, Anneke Matthys, Karin Hupperts en Melanie Moreels op 20 september 1992)

## Geschiedenis
In 1891 versmolten de in 1864 opgerichte turnvereniging 'Société Gymnastique la Gantoise' en het eveneens Gentse 'Association Athlétique' tot een nieuwe club: 'Association Athlétique la Gantoise'. De sportieve activiteiten van deze club waren turnen, atletiek, boksen, cricket, wielrennen, schermen, hockey, zwemmen, waterpolo, tennis en vanaf 1900 ook voetbal.
Bij het 50-jarig bestaan van de club in 1914 werd de titel 'Koninklijk' (Royale) toegevoegd wat leidde tot het letterwoord ARAG, hetgeen in 1971 werd vernederlandst tot KAAG.
De eerste terreinen van KAAG, gelegen aan de toenmalige Mussenstraat, werden onteigend voor de Wereldtentoonstelling van 1913. Enkele jaren werd er gebruikgemaakt van de stadsinstallaties aan de Albertlaan. In 1914 werd in Gentbrugge het huidige Ottenstadion ingewijd, waar atletiek werd beoefend op een graspiste rond het voetbalplein.
In 1983 werd voor het onderdeel atletiek uitgeweken naar de tartanpiste op de Gentse Blaarmeersen, en kreeg het voetbal de bovenhand in het Ottenstadion. In de winter maakt de club tevens gebruik van de indoorpiste in de Gentse topsporthal.

## Palmares op de Interclub
KAAG heeft in haar lange geschiedenis veel successen behaald op de Belgische interclub kampioenschappen vooral bij de vrouwen.
|         | jaar                         |
| ------- | ---------------------------- |
| vrouwen | 1993, 2000, 2003, 2004, 2005 |
| Mannen  | -                            |

## Bekende atleten
- Omer Corteyn en Omer Smet, 6e plaats 4 × 400m, Olympische Zomerspelen 1920 in Antwerpen
- Romain Poté, deelnemer 100m, 200m en verspringen OS 1960 in Rome
- Régis Ghesquière, finalist tienkamp, OS 1972 in München
- Eric De Beck, wereldkampioen veldlopen 1974
- Veerle Blondeel,	kogelstootster, Belgisch recordhoudster
- Wim Blondeel, kogelstoter, Belgisch indoorrecordhouder, lid tot 2010 daarna overgestapt naar AC Meetjesland waar hij ook zijn atletiekloopbaan begonnen is.
- Anneke Matthys, 800m-loopster
- Jente Hauttekeete, tienkamper